# Подвижният замък на Хоул (филм)
„Подвижният замък на Хоул“ (на японски: ハウルの動く城) е японски детски анимационен филм от 2004 година на режисьора Хаяо Миядзаки по негов сценарий, базиран на романа „Подвижният замък на Хоул“ („Howl's Moving Castle“, 1986) от Даян Уейн Джоунс.
Сюжетът, развит във фантастичен стиймпънк свят, съчетаващ магия с технологии от началото на XX век, се фокусира върху младо момиче, превърнато с магия в старица, и самоуверен, но емоционално нестабилен млад магьосник, живеещ в магически подвижен замък.
„Подвижният замък на Хоул“ е номиниран за наградите „Оскар“, „Сатурн“ и „Ани“ за анимационен филм, както и за „Златен лъв“.